# Hambol
Le Hambol  est une région de la Côte d'Ivoire située dans le district de la Vallée du Bandama. Sa capitale est Katiola.

## Géographie
La region du Hambol est localisée au centre-nord du pays. Elle est délimitée au nord par les régions du Poro et du Tchologo, au sud par les régions du Gbêkê et de l’Iffou, à l’est par les régions du Bounkani et du Zanzan et à l’ouest par la région du Béré. Cette region a une superficie de 19 122 km2. En 2021, sa population est de  612 029 habitants.

## Démographie
| Année | Population |
| ----- | ---------- |
| 2014  | 429 977    |
| 2021  | 612 029    |